# Munthir Jandu
Munthir Abdullah Jandu (ar. منذر بن عبدالله بن ابوبكر جندو;ur. 27 października 2004) – saudyjski zapaśnik walczący w obu stylach.
Zajął jedenaste miejsce na mistrzostwach Azji w 2025. Złoty i brązowy medalista mistrzostw arabskich w 2022; srebrny w 2024. Drugi na mistrzostwach Azji juniorów w 2024 roku.